# Port lotniczy Los Brasiles
Port lotniczy Los Brasiles (ang. Los Brasiles Airport, ICAO: MNBR) – port lotniczy zlokalizowany w Los Brasiles, w Nikaragui.